# 圣克里斯托夫拉库普里
圣克里斯托夫-拉库普里（法語：Saint-Christophe-la-Couperie，法語發音：[sɛ̃ kʁistɔf la kupʁi] ⓘ）是法国曼恩-卢瓦尔省的一个旧市镇，属于绍莱区。2015年12月15日，圣克里斯托夫-拉库普里和相邻的8个市镇合并为新市镇奥雷当茹（Orée d'Anjou）。

## 地理
圣克里斯托夫-拉库普里（47°15'15"N, 1°10'53"W）面积8.29 平方千米，位于法国卢瓦尔河地区大区曼恩-卢瓦尔省，该省份为法国西部内陆省份，大致对应安茹地区，北起顺时针与马耶讷省、萨尔特省、安德尔-卢瓦尔省、维埃纳省、德塞夫勒省、旺代省、大西洋卢瓦尔省和伊勒-维莱讷省接壤。
与圣克里斯托夫-拉库普里接壤的市镇（或旧市镇、城区）包括：拉布瓦西耶尔-迪多雷、勒菲莱、朗德蒙、勒皮塞-多雷、圣洛朗德索泰勒。
圣克里斯托夫-拉库普里的时区为UTC+01:00、UTC+02:00（夏令时）。

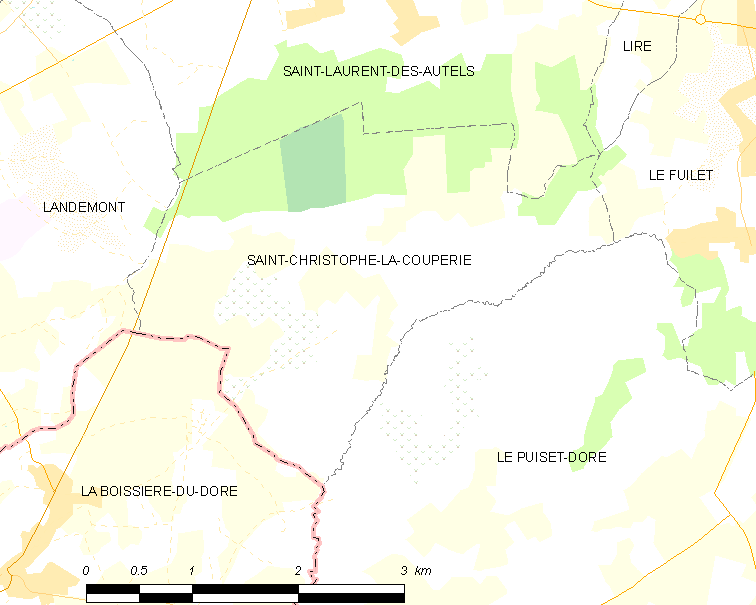
圣克里斯托夫-拉库普里的OSM定位图

## 行政
圣克里斯托夫-拉库普里的邮政编码为49270，INSEE市镇编码为49270。

## 政治
圣克里斯托夫-拉库普里所属的省级选区为卢瓦尔河畔莫日县。

## 人口
圣克里斯托夫-拉库普里于2018年1月1日时的人口数量为832人。

1962-2008年间圣克里斯托夫-拉库普里人口变化图示